# Kali format
Kali format (công thức phân tử: HCO2K, HCOOK, hoặc CHKO2) là muối kali của axit formic. Đây là một chất rắn màu trắng, một hợp chất format trung gian trong quá trình sản xuất kali.

## Ứng dụng
Kali format đã được nghiên cứu như là một muối làm tan băng tiềm năng và thân thiện với môi trường để sử dụng trên những con đường bị tuyết phủ hoặc đóng băng.